# Pedro Proença
Pedro Proença Oliveira Alves Garcia (Lissabon, 3 november 1970) is een Portugees voormalig scheidsrechter in het betaald voetbal.
Proença floot vanaf 1998 wedstrijden in de Primeira Liga en werd in 2003 gepromoveerd tot internationale FIFA-scheidsrechter. In 2004 floot hij drie wedstrijden op het EK voor spelers onder 19 jaar, waaronder de finale. Proença werd na het seizoen 2006-2007 uitgeroepen tot Portugees Scheidsrechter van het Jaar en kreeg op 22 juni 2011 de prijs voor Beste Scheidsrechter van het seizoen van de Portugese voetbalbond.
Proença floot op 19 mei 2012 in München de finale van de UEFA Champions League (Bayern München tegen Chelsea). In 2012 was hij actief op Europees kampioenschap voetbal 2012, waarvan hij de finale floot.
In maart 2013 noemde de FIFA Proença een van de vijftig potentiële scheidsrechters voor het wereldkampioenschap voetbal 2014 in Brazilië. Op 15 januari 2014 maakte de wereldvoetbalbond bekend dat hij daadwerkelijk een van de 25 scheidsrechters op het toernooi werd. Daarbij werd hij geassisteerd door Bertino Cunha Miranda en José Tiago Garcias Bolinhas Trigo.
Proença maakte op 22 januari 2015 bekend te stoppen als scheidsrechter in het betaald voetbal.

## Interlands
| Datum             | Plaats       | Wedstrijd               | Uitslag            | Competitie           | Kreeg geel | Kreeg voor de tweede keer geel en dus rood | Weggestuurd |
| ----------------- | ------------ | ----------------------- | ------------------ | -------------------- | ---------- | ------------------------------------------ | ----------- |
| 31 maart 2004     | Sofia        | Bulgarije – Rusland     | 2 – 2              | Vriendschappelijk    | 4          | 0                                          | 0           |
| 8 september 2004  | Almaty       | Kazachstan – Oekraïne   | 1 – 2              | Kwalificatie WK 2006 | 2          | 0                                          | 0           |
| 28 maart 2007     | Ta' Qali     | Malta – Griekenland     | 0 – 1              | Kwalificatie EK 2008 | 3          | 1                                          | 0           |
| 8 september 2007  | Riga         | Letland – Noord-Ierland | 1 – 0              | Kwalificatie EK 2008 | 4          | 0                                          | 0           |
| 31 mei 2008       | Toulouse     | Frankrijk – Paraguay    | 0 – 0              | Vriendschappelijk    | 0          | 0                                          | 0           |
| 15 oktober 2008   | Lecce        | Italië – Montenegro     | 2 – 1              | Kwalificatie WK 2010 | 5          | 0                                          | 0           |
| 28 maart 2009     | Maribor      | Slovenië – Tsjechië     | 0 – 0              | Kwalificatie WK 2010 | 3          | 0                                          | 0           |
| 14 oktober 2009   | Saint-Denis  | Frankrijk – Oostenrijk  | 3 – 1              | Kwalificatie WK 2010 | 2          | 0                                          | 0           |
| 4 juni 2010       | Saint-Pierre | Frankrijk – China       | 0 – 1              | Vriendschappelijk    | 2          | 0                                          | 0           |
| 9 oktober 2010    | Saint-Denis  | Frankrijk – Roemenië    | 2 – 0              | Kwalificatie EK 2012 | 4          | 0                                          | 0           |
| 2 september 2011  | Dublin       | Ierland – Slowakije     | 0 – 0              | Kwalificatie EK 2012 | 4          | 0                                          | 0           |
| 7 oktober 2011    | Belgrado     | Servië – Italië         | 1 – 1              | Kwalificatie EK 2012 | 5          | 0                                          | 0           |
| 15 november 2011  | Zagreb       | Kroatië – Turkije       | 0 – 0              | Kwalificatie EK 2012 | 7          | 0                                          | 0           |
| 29 mei 2012       | Estoril      | Angola – Macedonië      | 0 – 0              | Vriendschappelijk    | 1          | 0                                          | 0           |
| 14 juni 2012      | Gdańsk       | Spanje – Ierland        | 4 – 0              | Groepsfase EK 2012   | 5          | 0                                          | 0           |
| 19 juni 2012      | Kiev         | Zweden – Frankrijk      | 2 – 0              | Groepsfase EK 2012   | 3          | 0                                          | 0           |
| 24 juni 2012      | Kiev         | Engeland – Italië       | 0 – 0 (2 – 4 n.s.) | Kwartfinale EK 2012  | 2          | 0                                          | 0           |
| 1 juli 2012       | Kiev         | Spanje – Italië         | 4 – 0              | Finale EK 2012       | 2          | 0                                          | 0           |
| 11 september 2012 | Boedapest    | Hongarije – Nederland   | 1 – 4              | Kwalificatie WK 2014 | 5          | 0                                          | 0           |
| 16 oktober 2012   | Berlijn      | Duitsland – Zweden      | 4 – 4              | Kwalificatie WK 2014 | 2          | 0                                          | 0           |
| 14 november 2012  | Amsterdam    | Nederland – Duitsland   | 0 – 0              | Vriendschappelijk    | 0          | 0                                          | 0           |
| 15 juni 2013      | Brasilia     | Brazilië – Japan        | 3 – 0              | Confederations Cup   | 1          | 0                                          | 0           |
| 23 juni 2013      | Recife       | Uruguay – Tahiti        | 8 – 0              | Confederations Cup   | 7          | 2                                          | 0           |
| 10 september 2013 | Kiev         | Oekraïne – Engeland     | 0 – 0              | Kwalificatie WK 2014 | 2          | 0                                          | 0           |
| 11 oktober 2013   | Tirana       | Albanië – Zwitserland   | 1 – 2              | Kwalificatie WK 2014 | 5          | 0                                          | 0           |
| 19 juni 2014      | Manaus       | Kameroen – Kroatië      | 0 – 4              | WK 2014              | 1          | 0                                          | 1           |
| 24 juni 2014      | Cuiabá       | Japan – Colombia        | 1 – 4              | WK 2014              | 2          | 0                                          | 0           |
| 29 juni 2014      | Fortaleza    | Nederland – Mexico      | 2 – 1              | WK 2014              | 3          | 0                                          | 0           |
| 11 oktober 2014   | Warschau     | Polen – Duitsland       | 2 – 0              | Kwalificatie EK 2016 | 5          | 0                                          | 0           |
| 15 november 2014  | Skopje       | Macedonië – Slowakije   | 0 – 2              | Kwalificatie EK 2016 | 2          | 0                                          | 0           |